# Greenville (Indiana)
Greenville es un pueblo ubicado en el condado de Floyd en el estado estadounidense de Indiana. En el Censo de 2010 tenía una población de 595 habitantes y una densidad poblacional de 294,53 personas por km².

## Geografía
Greenville se encuentra ubicado en las coordenadas 38°22′18″N 85°59′5″O / 38.37167, -85.98472. Según la Oficina del Censo de los Estados Unidos, Greenville tiene una superficie total de 2.02 km², de la cual 2.02 km² corresponden a tierra firme y (0%) 0 km² es agua.

## Demografía
Según el censo de 2010, había 595 personas residiendo en Greenville. La densidad de población era de 294,53 hab./km². De los 595 habitantes, Greenville estaba compuesto por el 95.46% blancos, el 1.51% eran afroamericanos, el 0.84% eran amerindios, el 0.84% eran asiáticos, el 0% eran isleños del Pacífico, el 0.5% eran de otras razas y el 0.84% pertenecían a dos o más razas. Del total de la población el 2.02% eran hispanos o latinos de cualquier raza.